# Mölndals stadshus
Mölndals stadshus är beläget vid Stadshusplatsen i Mölndal och uppfördes under åren 1958–1962 efter ritningar av Åke Ahlström och Gösta Edberg. En tillbyggnad uppfördes 1988–1989.

## Historia

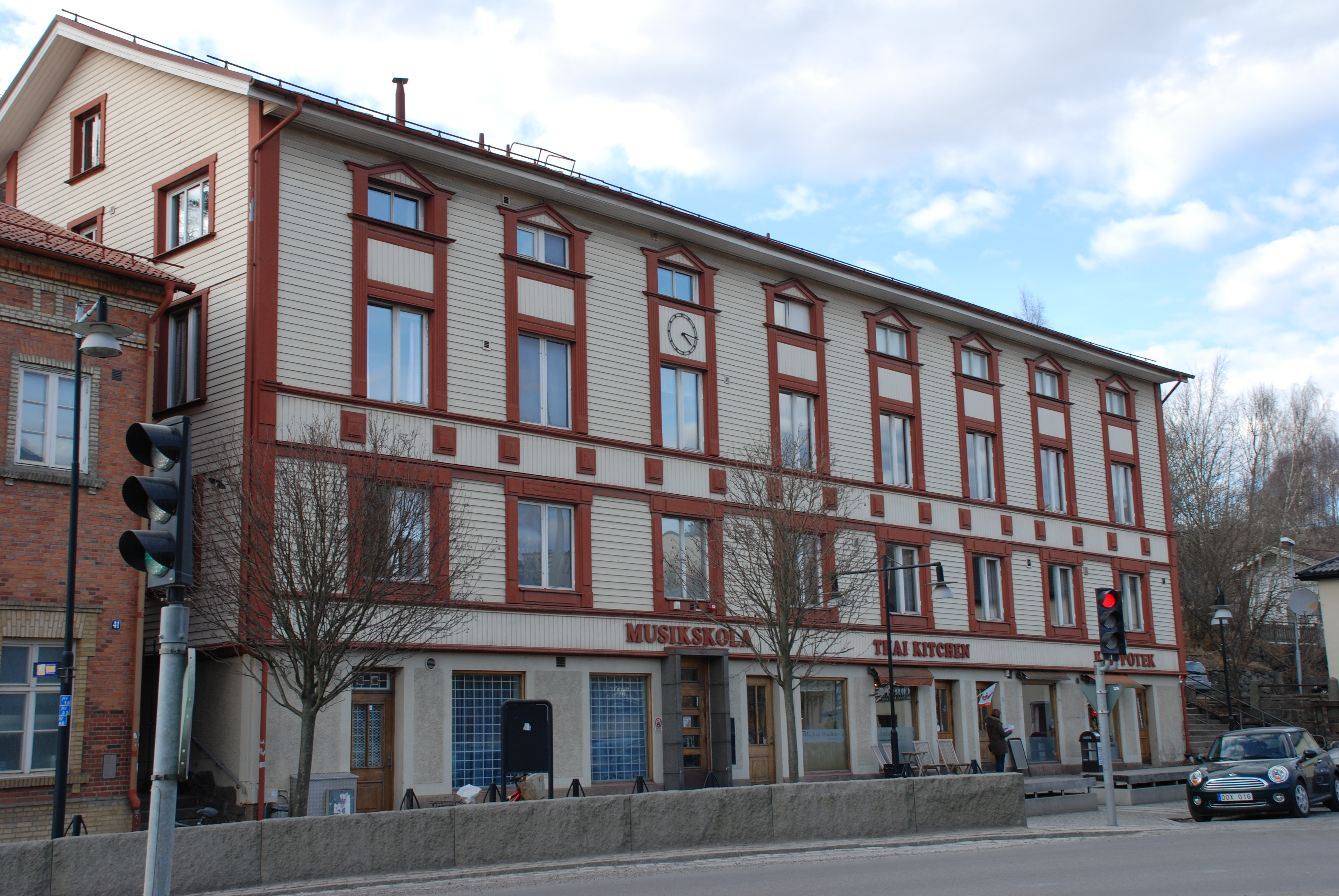
Gamla stadshuset vid Gamla torget.

Mölndals stadshus låg tidigare vid Gamla torget (Kvarnbygatan 43) i Mölndals Kvarnby. Redan år 1926 påbörjades planeringen av ett nytt stadshus och namnet Stadshusgatan antogs för en gata, där det nuvarande stadshuset senare skulle komma att placeras. Planeringen drog dock ut på tiden på grund av dålig ekonomi. År 1945 reserverades området för "allmänt ändamål" och en arkitekttävling utlystes.
Stadens förvaltningar var utspridda på flera håll, dels längs Kvarnbygatan och Gamla torget, i polishuset på Forsåkersgatan och i den nya brandstationen, men även väster om Mölndalsån på bland annat Hagåkersgatan, Vänortsgatan, Bergmansgatan, Frölundagatan och Storgatan. Vissa förvaltningar höll till i flera byggnader.

## Stadshuset
Stadsfullmäktige gav år 1956 drätselkammaren i uppdrag att uppföra stadshuset. Det skulle dock dröja två år innan byggnadstillstånd beviljades och i oktober 1958 påbörjades bygget.
Arkitekttävlingen vanns av Åke Ahlström och Gösta Edberg och byggnaden kom att uppföras under åren 1958–1962. Inflyttning påbörjades år 1960, men byggnaden blev klar först efterföljande år och Stadshusplatsen färdigställdes år 1962. Uppförandet kostade 6,5 miljoner kronor, vilket var 200 000 kronor mer än beräknat.
Byggnaden i fyra våningar är uppförd i mörkrött tegel och karaktäriseras av långa fönsterrader. Andra byggnadsmaterial är skiffer, kopparplåt och ädla träslag i bland annat fönster. Den stora foajén är formad som ett atrium med loftgångar i två våningar, där väggar och räckverk är klädda med skivor av ädla träslag. Entréhallen har ett överljusintag, armaturer är inbyggda i tak och trappsidor och läktarräcken i sessionssalen är inlindade med läder. Möblerna är specialritade och stolarna kläddes med naturfärgad oxhud. Byggnaden är 88 meter lång.
Sessionssalen betonas i exteriören mot Stadshusparken. Den var från början helt glasad, men delar av glasfasaden sattes senare igen. Under 2022 renoverades salen och glasfasaden öppnades upp igen.
Under åren 1988–1989 byggdes stadshuset till med en lägre flygelbyggnad, vilken anpassats till huvudbyggnaden, längs Knarrhögsgatan.

## Omgivningar

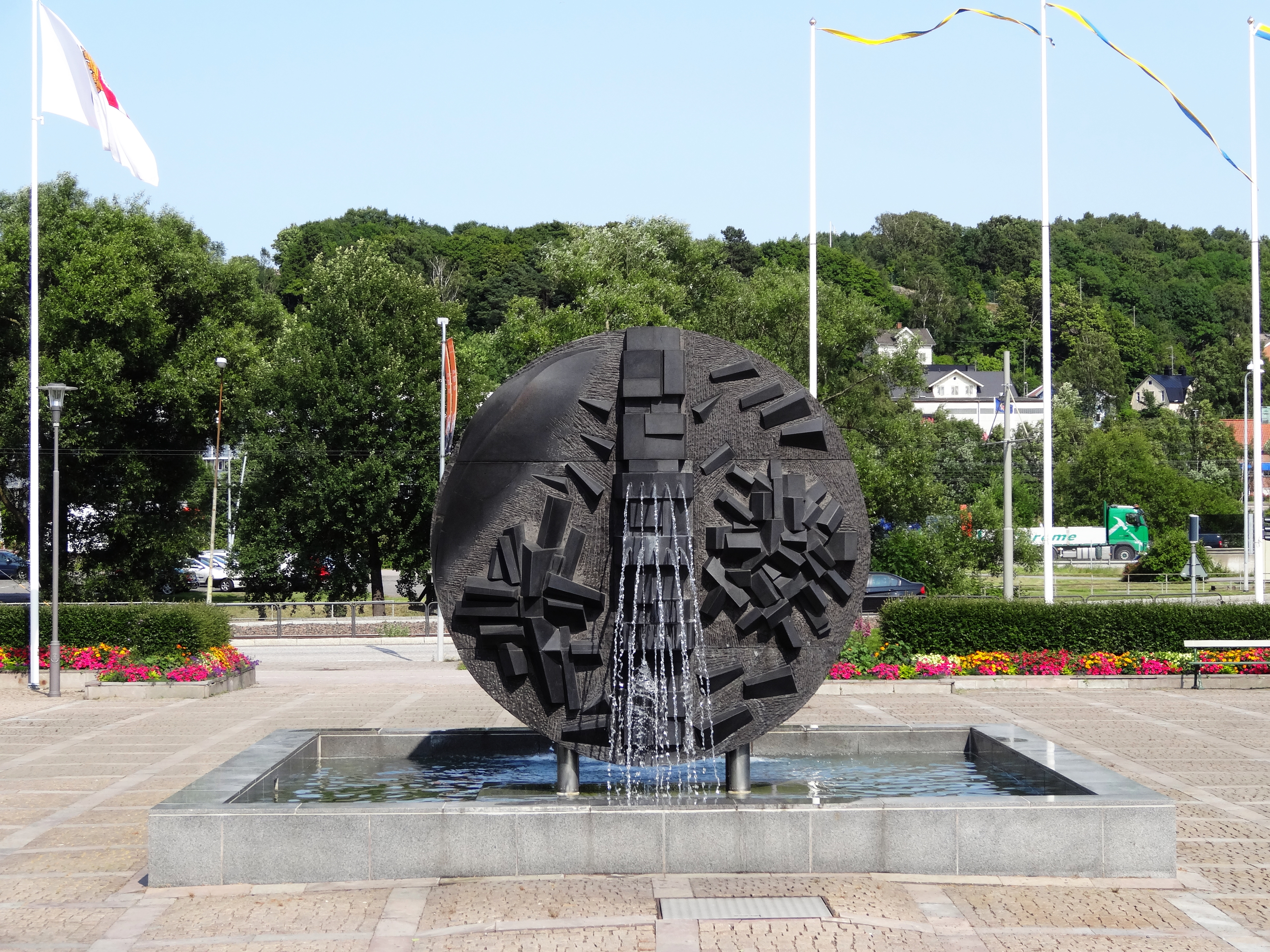
Monumentet Faesbiaergha, utfört av Roland Anderson, på Stadshusplatsen.

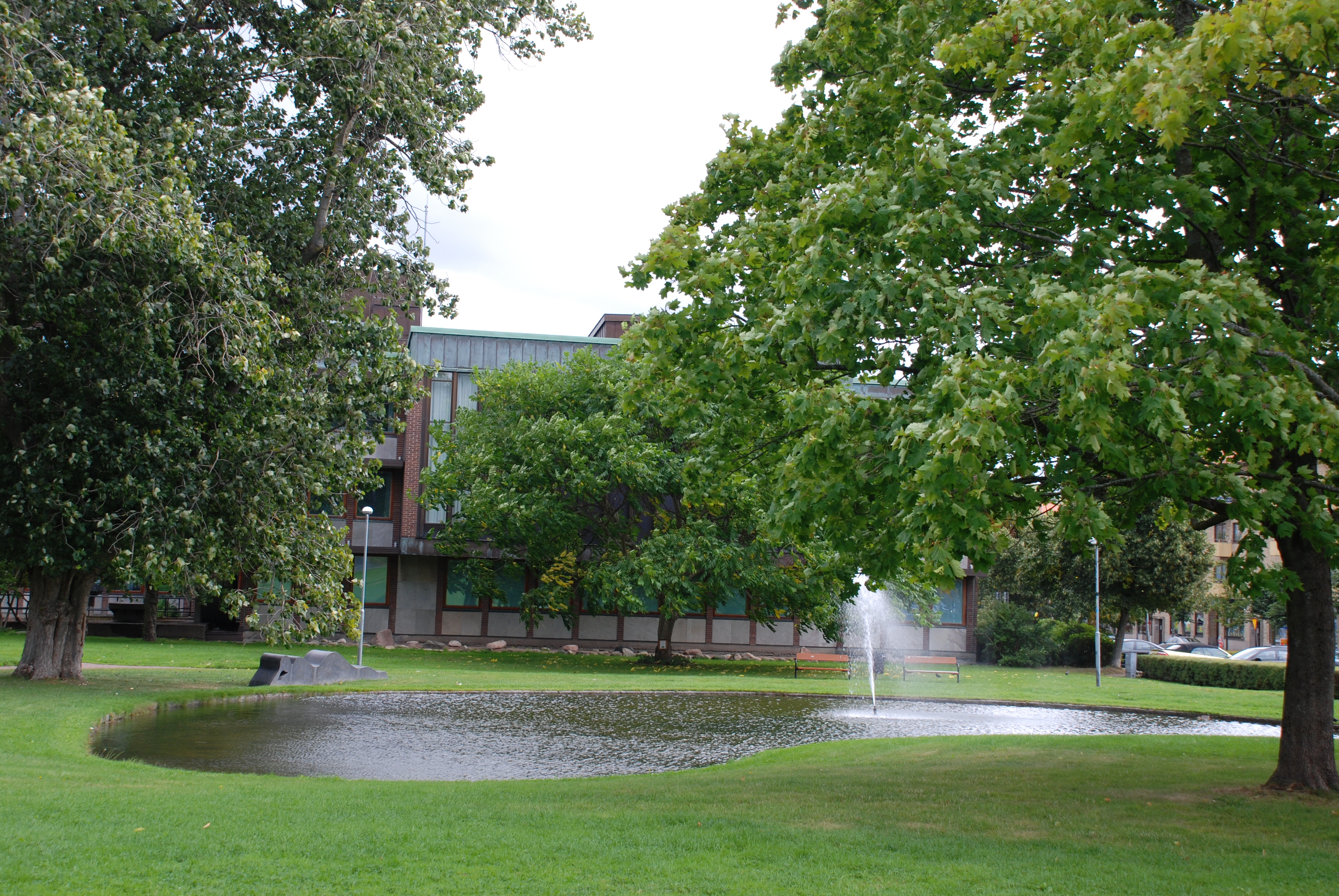
Stadshusparken.

Området runt stadshuset utformades av trädgårdsarkitekterna Eric Anjou och Walter Bauer.

### Stadshusplatsen
Stadshusplatsen framför stadshuset färdigställdes år 1962 och då byggdes även en taxistation där. Ursprungligen fanns planer på att uppföra ett monument på platsen, men det kom att uppföras först år 1991. Det fanns redan på 1960-talet en modell framtagen, kallad Näcken. Faesbiaergha invigdes den 17 maj 1991 och blev mycket dyrare än beräknat. Intill stadshuset ligger Folkets hus med bibliotek och samlingslokaler.
Namnen Stadshusplan och Stadshusplatsen har använts, men Stadshusplatsen fastställdes den 29 maj 1996.

### Stadshusparken
Mellan stadshuset och Fässbergs kyrka ligger stadshusparken, med stora grönytor och planteringar.